# Sound Barrier
Sound Barrier är en amerikansk hårdrockgrupp bildad 1980 i Los Angeles. Sound Barrier var en av de få hårdrockgrupperna med enbart afroamerikaner som spelade. De fick skivkontrakt på MCA Records och det första albumet Total Control släpptes 1983 men blev inte populärt och såldes endast i 12 000 exemplar. Gruppen fick lämna MCA Records efter det och släppte själva EP:n Born to Rock 1984. På Metal Blade Records spelade de in LP-skivan Speed of Light 1986. Båda albumen sålde väldigt dåligt och gruppen upplöstes 1987.
Bandet återförenades 2016. April 2017 lanserades bandets nya singel, "I'm Just A Man", producerat av Tom Morello.

## Medlemmar
Nuvarande medlemmar
- Bernie K. (Bernie Kimbell) – sång (1980–1987, 2016– )
- Spacey T. (Tracy Singelton) – gitarr (1980–1987, 2016– )
- Stanley E. (Stanley Davis) – basgitarr (1980–1985, 2016– )
- Eric Valentine – trummor (2016– )

Tidigare medlemmar
- Keith Roster – basgitarr (1980–1982)
- Dave "Skavido" Brown – trummor (1980–1987)
- Emil Lech – basgitarr (1985–1987)
- Alex Masi – gitarr (1986–1987)

## Diskografi
Studioalbum
- Total Control (1983)
- Speed of Light (1986)

EP
- Born to Rock (1984)

Singlar
- "Hollywood (Down on Your Luck)" (1986)
- "I'm Just A Man" (2017)

Musikvideor
- Rock Without the Roll (1983)
- Born to Rock (1984)